# ريوجي إيشينو
ريوجي إيشينو (باليابانية: 石野 竜二) (3 يونيو 1978 في شيزوكا في اليابان – )؛ هو لاعب كرة قدم سابق كان يلعب كلاعب وسط.

## وصلات خارجية
- ريوجي إيشينو على موقع عالم كرة القدم.نت (الإنجليزية)